# Список вологжан — полных кавалеров Георгиевского креста

Полный Георгиевский кавалер:
четыре Георгиевских Креста

В настоящем списке представлены в алфавитном порядке полные кавалеры Георгиевского креста — уроженцы Вологодской губернии и уездов других губерний, вошедших в состав Вологодской области. В список также включены полные Георгиевские кавалеры которые длительное время жили на территории края, служили в Вологодском военном гарнизоне, умершие в Вологде или похороненные на кладбищах Вологодского края, имевшие владения в крае, учившиеся в вологодских учебных заведениях.

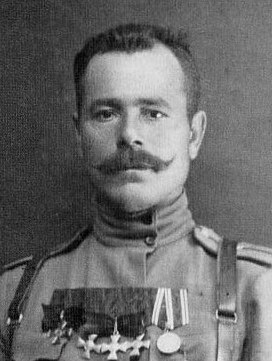
Н. К. Удалых, полный кавалер Георгиевского креста

Данные приведены по состоянию на июнь 2010 года, являются неполными и требуют уточнения.

## Вологжане — полные кавалеры Георгиевского креста
| № п/п | Фамилия Имя Отчество                   | Годы жизни                  | Место рождения | Дополнительная информация                  |
| ----- | -------------------------------------- | --------------------------- | --- | ------------------------------------------ |
| 1     | Алелюхин, Фёдор Васильевич             | 27.01.1896 — 09.09.1937     | д. Павликово, Братковская волость, Вологодский уезд, Вологодская губерния                                                                |                                            |
| 2     | Аполлосов, Александр Александрович     | ( ??.??. 1890 - 13.02.1976) | д. Голубково, Огарковская волость, Грязовецкий уезд, Вологодская губерния                                                                |                                            |
| 3     | Аткин, Сергей Иосифович                | ??.??.1895 — 10.01.1985     | д. Сторожевская, Небдинская волость, Усть-Сысольский уезд, Вологодская губерния                                                          |                                            |
| 4     | Бойцов, Сергей Дмитриевич              | ???? — 1943                 | д. Башманово, Васьяновская волость, Кадниковский уезд, Вологодская губерния                                                              |                                            |
| 5     | Бочкарева Мария Леонтьевна             | 1889 — ????                 | д. Никольское, Кирилловский уезд, Новгородская губерния                                                                                  |                                            |
| 6     | Вдовичев, Михаил Иванович              |                             | д. Пекарево, Марьинская волость, Вологодский уезд, Вологодская губерния                                                                  |                                            |
| 7     | Веселов, Михаил Федорович              | 22.11.1888 — 06.01.1971     | д. Горки, Устюженский уезд, Новгородская губерния                                                                                        | похоронен на Казанском кладбище г. Устюжна |
| 8     | Вирин, Иннокентий Александрович        |                             | д. Мокеево, Степуринская волость, Грязовецкий уезд, Вологодская губерния                                                                 |                                            |
| 9     | Воробьев Сергей Ильич                  | 1895 — 1983                 | д. Претиха, Верхнераменская волость, Кадниковский уезд, Вологодская губерния                                                             |                                            |
| 10    | Воронин, Михаил Николаевич             | 1890 — 1970                 | д. Пробудово, Горицкая волость, Кирилловский уезд, Новгородская губерния                                                                 |                                            |
| 11    | Гладинов Александр                     |                             | д. Вороновская, Верхнераменская волость, Кадниковский уезд, Вологодская губерния                                                         |                                            |
| 12    | Губин, Григорий Васильевич             | 22.09.1891 — ??.??.1952     | д. Савинская, Тигинская волость, Кирилловский уезд, Новгородская губерния                                                                |                                            |
| 13    | Дмитриев (Хмелев) Гурий Дмитриевич     | 25.10.1888 — ????           | д. Борисово, Чаромская волость, Череповецкий уезд, Новгородская губерния                                                                 |                                            |
| 14    | Ефремов, Павел Яковлевич               | 1884 — ????                 | д. Гуляево, Андомский погост, Вытегорский уезд, Олонецкая губерния                                                                       |                                            |
| 15    | Жаравин, Семен Сиверионович            | 1888 — 1920                 | д. Еловино, Шонгско-Николаевская волость, Никольский уезд, Вологодская губерния                                                          |                                            |
| 16    | Заонегин, Дмитрий Александрович        | 1890 — 1946                 | д. Остолопово, Вогнемская волость, Кирилловский уезд Новгородская губерния                                                               |                                            |
| 17    | Иванов, Михаил Иванович                | ??.??.1890 — 23.09.1971     | д. Большой Двор, Череповецкий уезд, Новгородская губерния                                                                                |                                            |
| 18    | Казаданов, Василий Платонович          |                             | д. Прислон, Дмитриевская волость, Череповецкий уезд, Новгородская губерния                                                               |                                            |
| 19    | Казаданов, Николай Платонович          | 1899 — 1955                 | д. Прислон, Дмитриевская волость, Череповецкий уезд, Новгородская губерния                                                               |                                            |
| 20    | Конев, Григорий Иванович               |                             | д. Лодейно, Щеткинская волость, Никольский уезд, Вологодская губерния                                                                    |                                            |
| 21    | Коптяев, Александр Григорьевич         |                             | д. Большая Сельменга, Вострая волость, Великоустюгский уезд, Вологодская губерния                                                        |                                            |
| 22    | Котов, Павел Васильевич                | 1891 — 1928                 | м. Лукинки, Кирилловский уезд, Новгородская губерния                                                                                     |                                            |
| 23    | Кукин, Василий Федорович               | 1870 — ????                 | д. Пиглинская, Мантыловская волость, Кадниковский уезд, Вологодская губерния                                                             |                                            |
| 24    | Лагирев, Арсений Степанович            | 1889 — 1974                 | д. Смольниково, Нестеферовская волость, Великоустюгский уезд, Вологодская губерния                                                       |                                            |
| 25    | Лобанов Георгий (Егор) Степанович      | 02.05.1876 — 01.03.1935     | д. Помеловка, Городецкая волость, Никольский уезд, Вологодская губерния                                                                  |                                            |
| 26    | Мушников Николай                       |                             | Грязовецкий уезд, Вологодская губерния                                                                                                   |                                            |
| 27    | Обичкин, Евгений Дмитриевич            | 06.01.1888 — 11.03.1938     | д. Синицыно, Высоковская волость, Вологодский уезд, Вологодская губерния                                                                 |                                            |
| 28    | Осминин (Осьминин) Александр Семенович | ??.??.1881 — 26.10.1937     | д. Новгородово, Ломтевская волость, Вологодский уезд, Вологодская губерния                                                               |                                            |
| 29    | Пешков А. Н                            |                             | д. Башевское, Трофимовская волость, Тотемский уезд, Вологодская губерния                                                                 |                                            |
| 30    | Протасов, Павел Федорович              | ???? — 1916                 | д. Огрызово, Тимошинская волость, Белозерский уезд, Новгородская губерния                                                                |                                            |
| 31    | Ригин, Михаил Иванович                 | 17.07.1882 — 1939           | с. Старо-Никольское, Ново-Никольская волость, Грязовецкий уезд, Вологодская губерния                                                     |                                            |
| 32    | Рупаков, Василий Григорьевич           | 1888 — 1937                 | с. Нелазское (недоступная ссылка), Нелазская волость (недоступная ссылка), Череповецкий уезд (недоступная ссылка), Новгородская губерния |                                            |
| 33    | Рюмин, Григорий Анатольевич            | 23.09.1890 — ??.??.1952     | д. Спицынская, Кулойско-Покровская волость, Вельский уезд, Вологодская губерния                                                          |                                            |
| 34    | Сивков, Иван Федорович                 | 19.01.1890 — ??.??.1967     | д. Новодеревская, Чушевицко-Покровская волость, Вельский уезд, Вологодская губерния                                                      |                                            |
| 35    | Соколов, Александр Васильевич          | 1888 — ????                 | с. Никольское, Семенцовская волость, Грязовецкий уезд, Вологодская губерния                                                              |                                            |
| 36    | Соколов, Лука Романович                | 30.10.1888 — ??.??.1970     | д. Варлыгино, Перская волость, Устюженский уезд Новгородская губерния                                                                    |                                            |
| 37    | Сухарев, Александр                     | ???? — 1923                 | д. Башевское, Трофимовская волость, Тотемский уезд, Вологодская губерния                                                                 |                                            |
| 38    | Сучков, Андрей Федорович               |                             | Шапшинская волость, Кадниковский уезд, Вологодская губерния                                                                              |                                            |
| 39    | Трифонов, Евдоким                      |                             | Грязовецкий уезд, Вологодская губернии                                                                                                   |                                            |
| 40    | Труфанов, Антон Никонович              | 06.12.1888 — ????           | д. Горбуновская, Погосская волость, Никольский уезд, Вологодская губерния                                                                |                                            |
| 41    | Удалых Никифор Климович                |                             | Вельский уезд, Вологодская губерния |                                            |
| 42    | Цыпин, Федор Васильевич                | 1896 — ????                 | д. Хмелина, Череповецкий уезд, Вологодская губерния                                                                                      |                                            |
| 43    | Шабанин, Алексей Алексеевич            |                             | Васьяновская волость, Кадниковский уезд, Вологодская губерния                                                                            |                                            |
| 44    | Шмонин, Василий Игнатьевич             | 1888 - 1954                 | д. Ганино, Шухободская волость, Череповецкий уезд                                                                                        |                                            |
| 45    | Шучев, Александр Семенович             | ???? — 29.06.1915           | Верховская волость, Вельский уезд, Вологодская губерния                                                                                  |                                            |
| 46    | Щепелин Игнатий Степанович             | 02.05.1890 — 09.04.1976     | д. Михеево, Шонгско-Николаевская волость, Никольский уезд, Вологодская губерния                                                          |                                            |
| 47    | Юров Дмитрий Иванович                  |                             | д. Бачманка, Попадьинская волость, Вологодский уезд, Вологодская губерния                                                                |                                            |
| 48    | Юрьев Федор Дмитриевич                 | ??.??.1878 — 15.08.1938     | г. Красноборск, Вологодская губерния |                                            |